# Paraden (biograf)

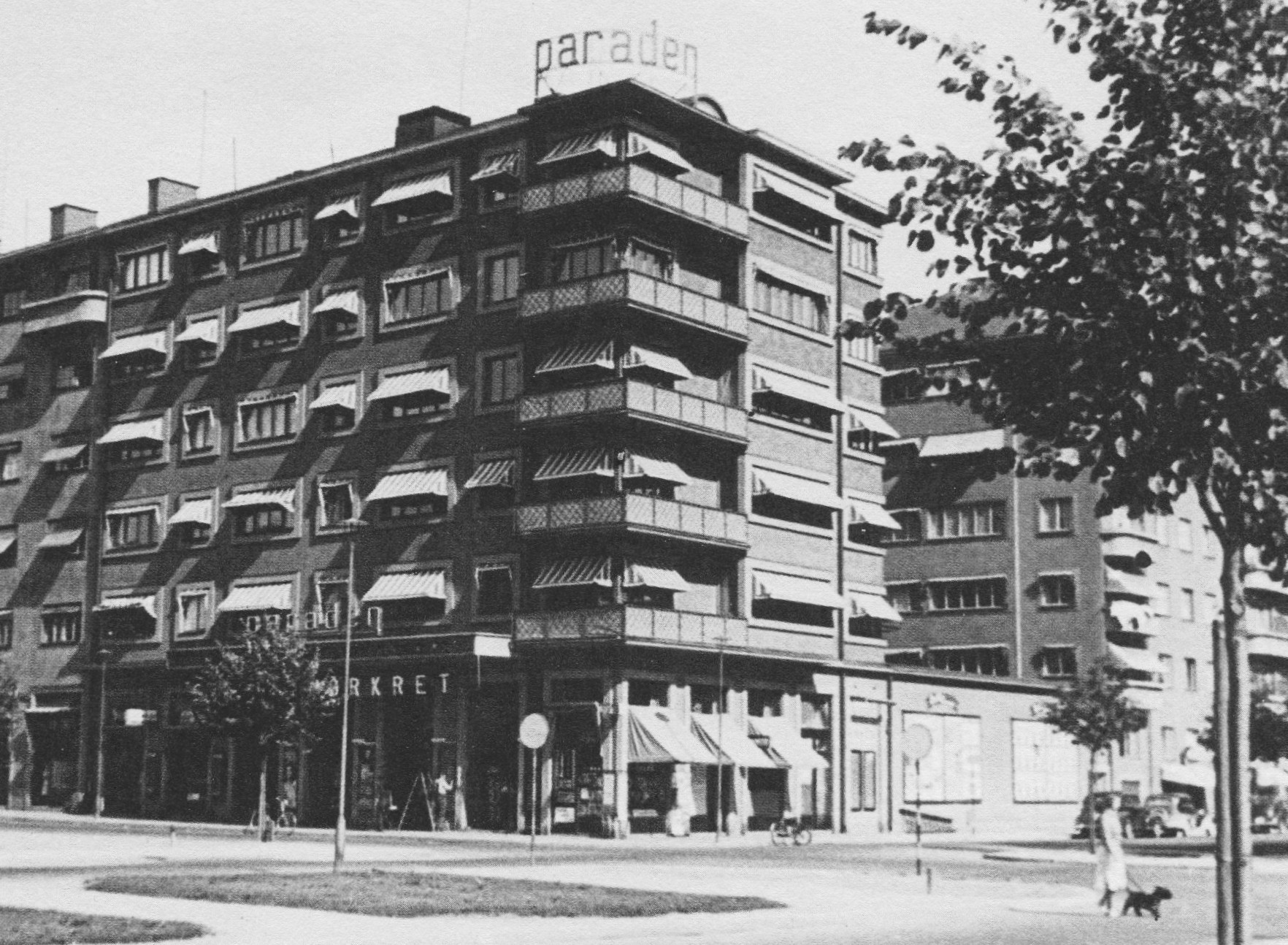
"Paraden" på 1930-talet, vy från Valhallavägen

Paraden var en biograf vid Valhallavägen 147 på gränsen mellan Östermalm och Gärdet i centrala Stockholm. Paraden öppnade i oktober 1932 och stängde i maj 1982. Den öppnades åter under en kort tid i oktober 1984.

## Historik

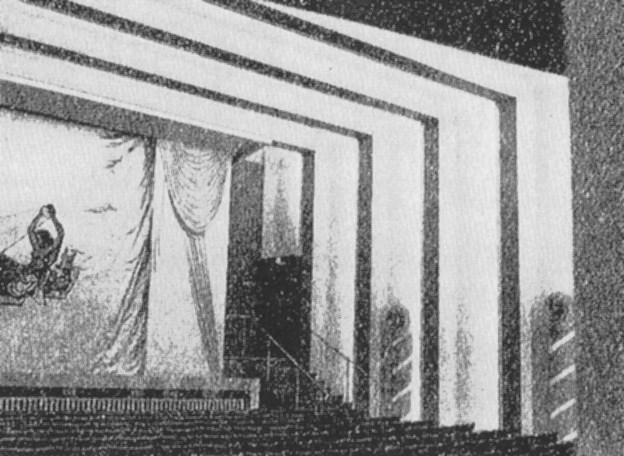
Salongen på 1930-talet

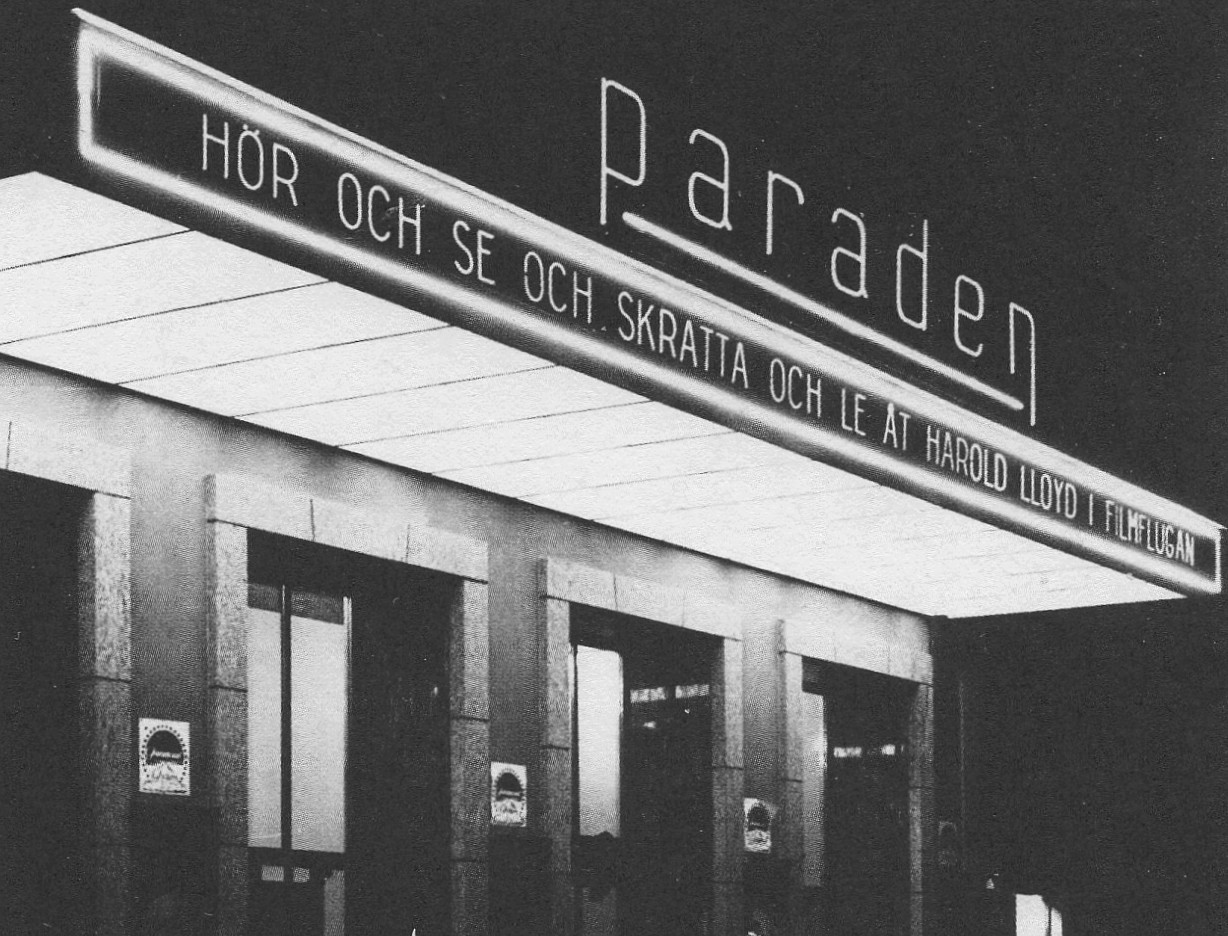
Paradens baldakin på 1930-talet.

Biografen öppnade 27 oktober 1932 i det nyuppförda hörnhuset Valhallavägen/Erik Dahlbergsgatan och fick sitt namn efter kvarter som fastigheten ligger i: Kvarteret Paraden. Byggmästare och byggherre var Anders Dunder. Arkitekten för huset och biografen var Björn Hedvall som ritade ett 20-tal biografer i Stockholm under mellankrigstidens stora tillväxt av biografer. Biografen bytte 1966 namn till Ri-Paraden och lades ner 1984.
Under mellankrigstiden var det en stor byggboom för biografer och en av de flitigaste anlitade arkitekterna var Björn Hedvall som redan på 1920-talet hade etablerat sig som specialist på att rita biografer. Hans första funkisbiograf var Plaza på Odengatan som invigdes nyåret 1931 och som blev Stockholms andra i den stilen. Paraden blev Stockholms tredje funkisbiograf och invigdes 1932. Bland Hedvalls övriga biografer finns den storslagna Park-teatern på Sturegatan.
När "Paraden" invigdes hade den 609 platser, varav 154 fanns på läktaren. En liten arkitektonisk extrafiness var den halvrunda biljettkioskens placering mellan trapploppen, dit ledde en egen spiraltrappa. Den finns fortfarande kvar idag (2020). Salongen gick också i funktionalistisk stil med strama pelare och takbjälkar. Väggarna hade en krämgul kulör och belystes indirekt. På entréns baldakin lyste biografens namn i neonbokstäver, skrivna i raka gemener och undersidan lystes upp av neonrör. Paraden var Karl Hjalmar Lundblads största och elegantaste biograf och kom att ge namn åt Lundblads biografkedja Paradenbiograferna.
År 1966 övertogs biografen av Ri-Teatrarna som ändrade namnet till "Ri-Paraden", passande till deras biografer vars namn började med "Ri". I maj 1982 lades biografverksamheten ner, men startade igen i oktober 1984, när biografkedjan Eurostar hyrde Paraden. Verksamheten fungerade bara i några veckor eftersom de stora biografbolagen hotade med att stoppa samarbetet med Eurostar.

## Nutida bilder

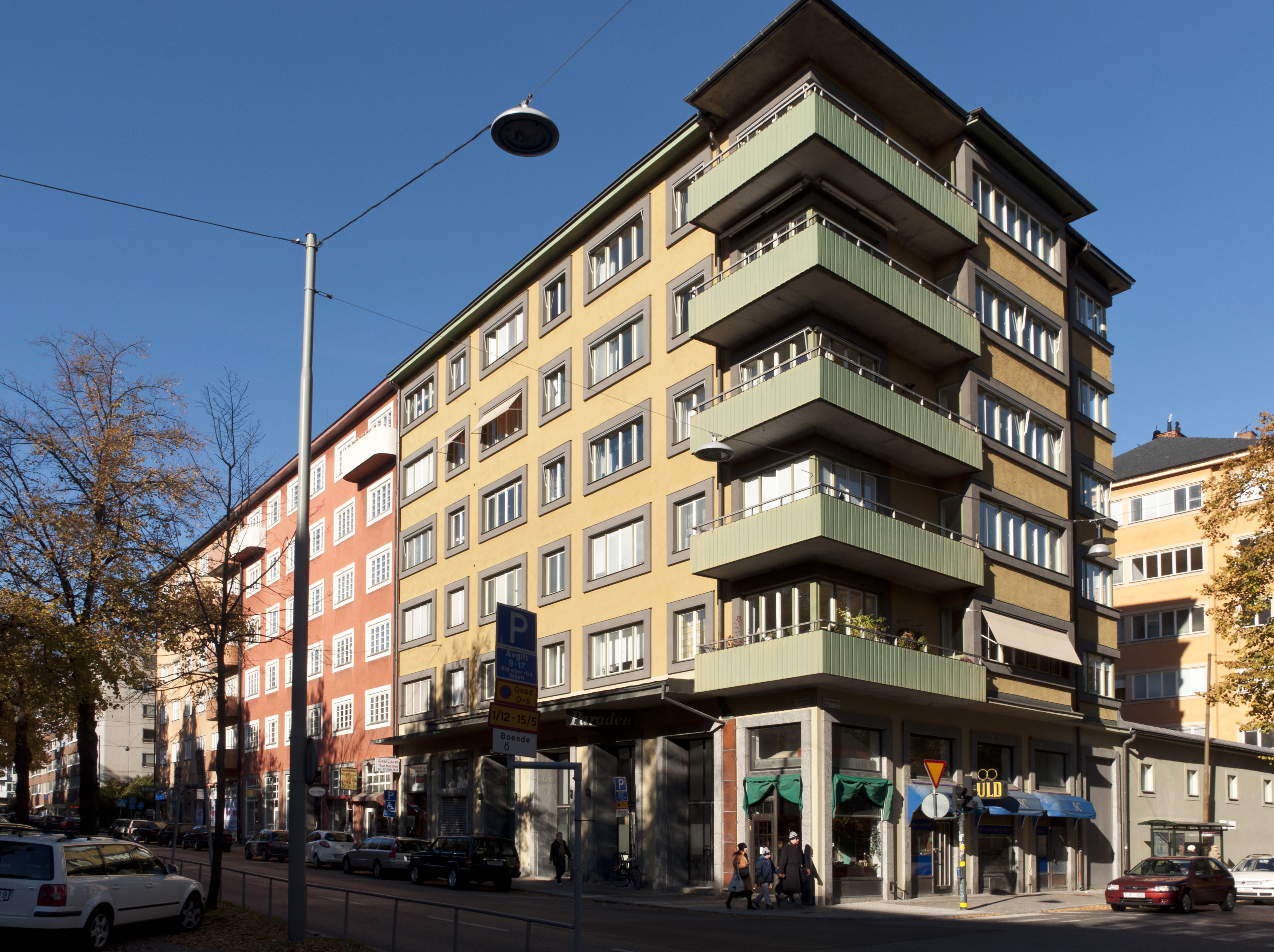
Byggnaden i oktober 2010.
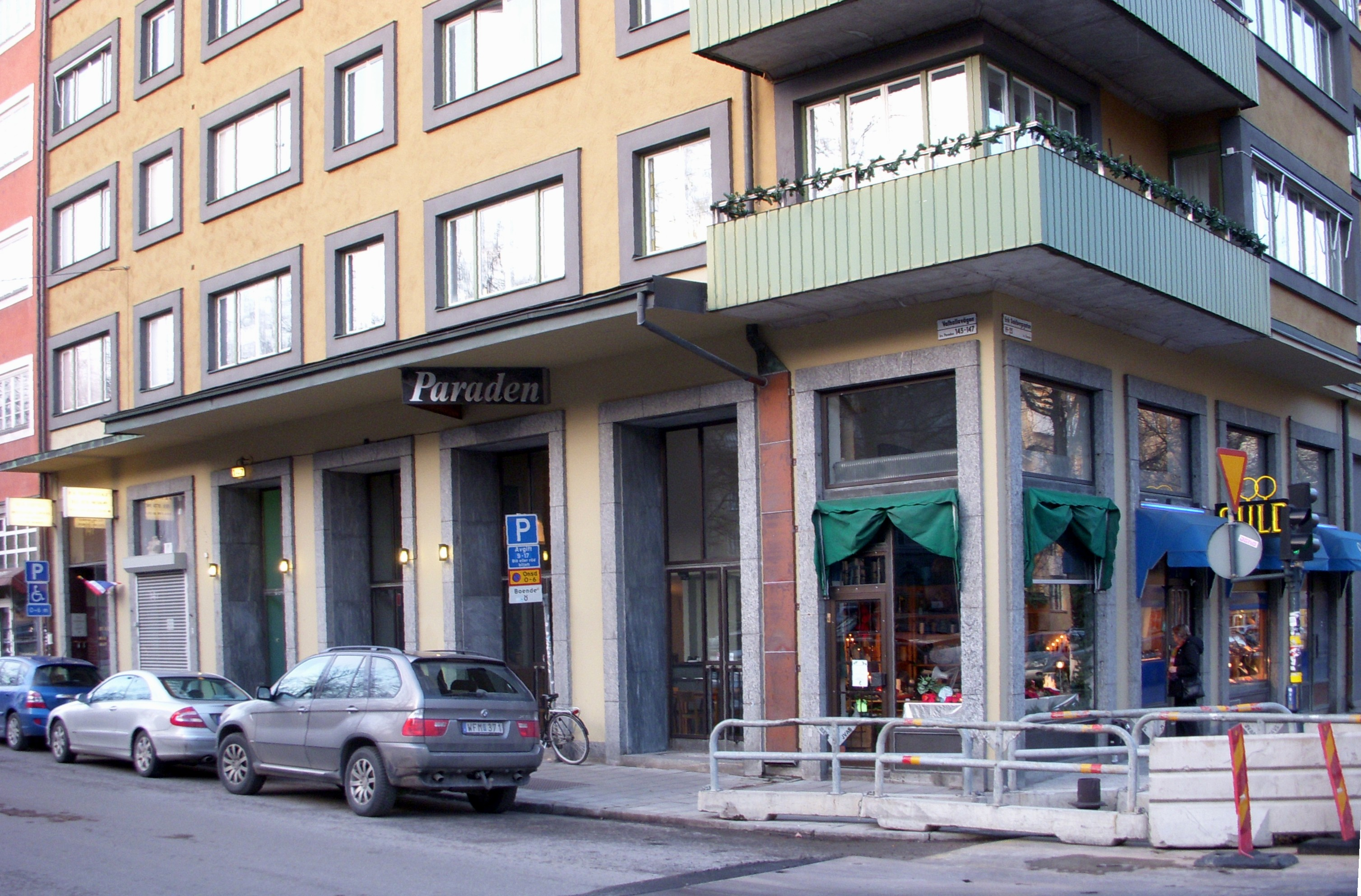
Entrén mot Valhallavägen pryds av en skylt med texten "Paraden".
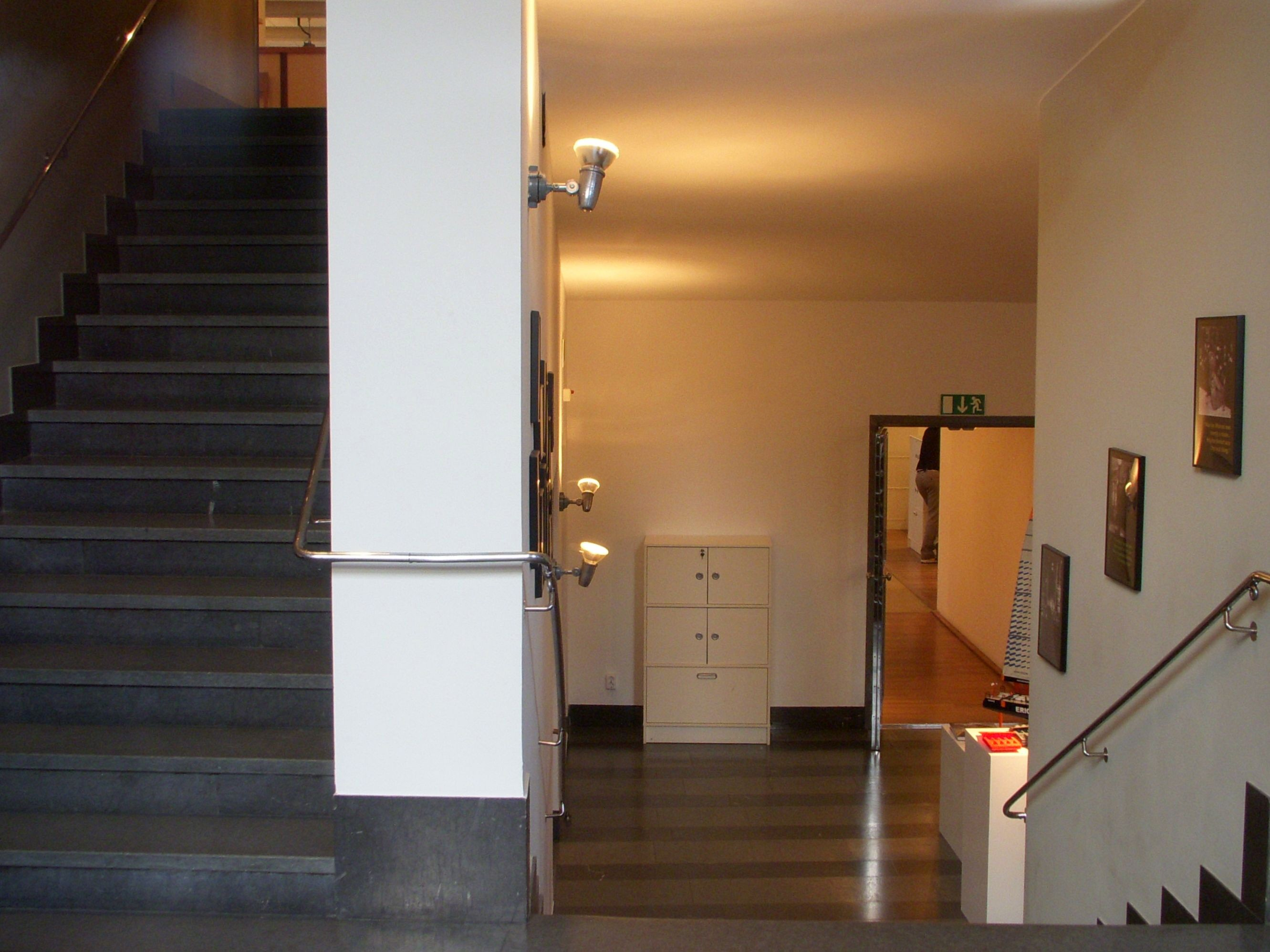
Golvbeläggningen och ledstänger i rostfritt stål finns kvar.
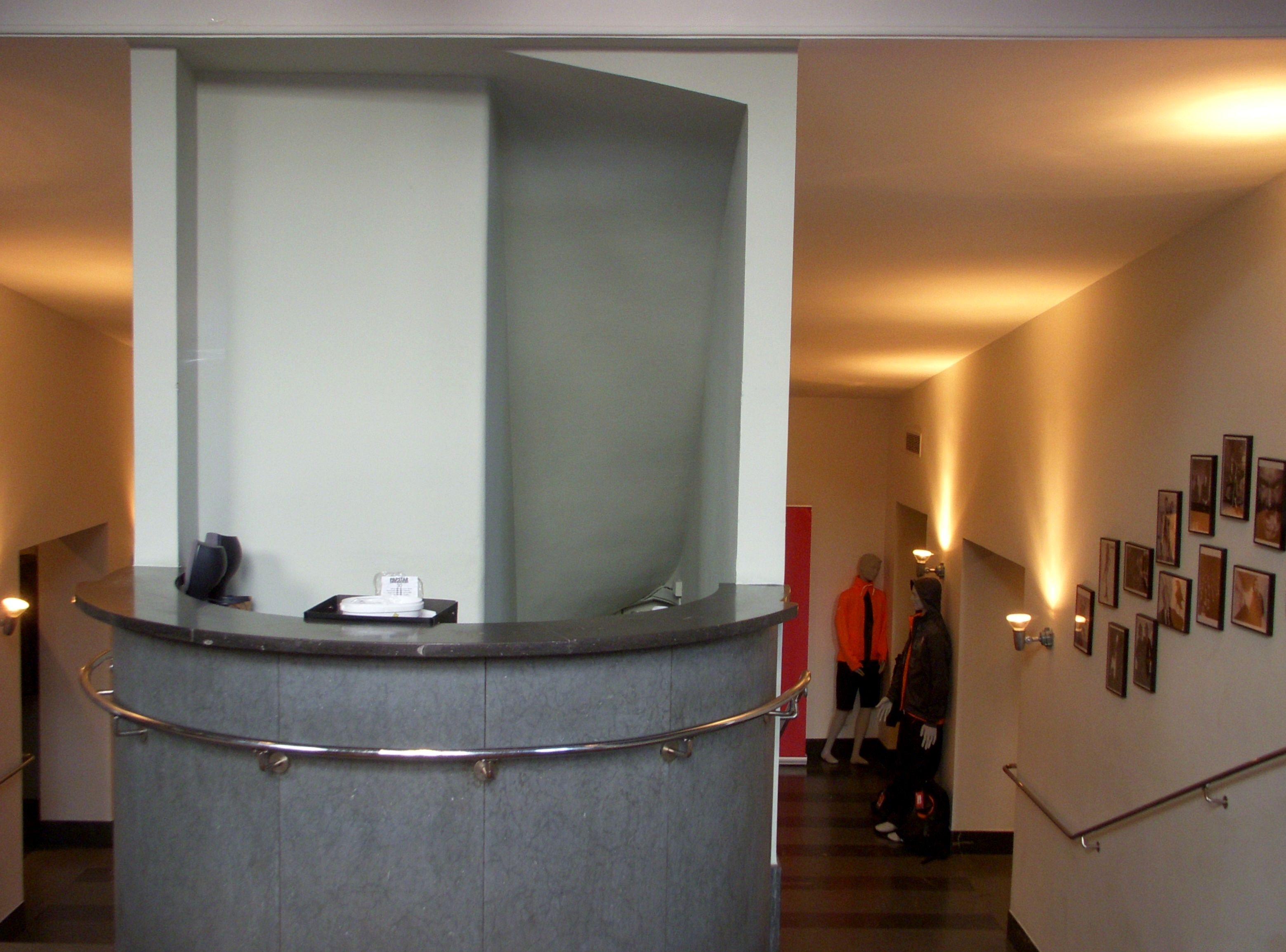
Biljettkuren i entréhallen mellan trapploppen i november 2009.